# هاي ديدل ديدل
هاي ديدل ديدل، تعرف أيضاً بأغنية القط والكمان، وقفزت البقرة فوق القمر، وهي أسجوعة أطفال إنجليزية (أغنية بلا معنى). تمتلك هذه الأسجوعة ترتيب 19478 في مرجع أغاني رود الشعبية.

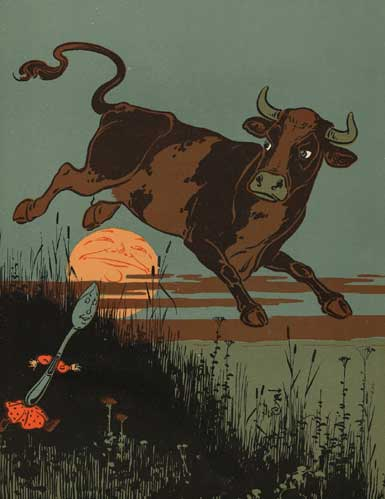
رسم توضيحي من كتاب (الإوزة الأم) لـ ويليام والاس دينسلو 1901.

## ألحان وكلمات الأغنية
نسخة من الأغنية:
هاي ديدل ديدل،
القط والكمان،
قفزت البقرة فوق القمر؛
ضحك الكلب الصغير
لرؤيته رياضةً كهذه،
وفرَّ الصحن بصحبة المعلقة.

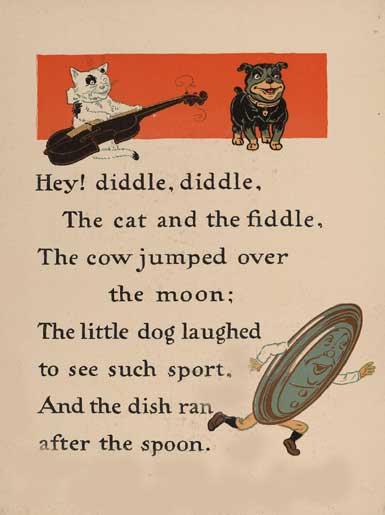
صورة من مجموعة الإوزة الأم لـ دينسلو1901

تعتبر (فوق القمر) في هذه القافية مصدرًا للتعبير الإنجليزي "over the moon" الدال على معاني الفرحة التامة منها: (مسرور جدًا، يرقص فرحًا، فرحٌ للغاية).
سُجل لحن الأغنية الشائع ربطه مع القافية لأول مرة من قبل الملحن وجامع أغاني الأطفال الشعبية جيمس ويليام إليوت، في كتابه (أغاني الأطفال الوطنية) 1870. كلمة (رياضة) في القافية غالبًا ما يتم إستبدالها في بقية النسخ لمعانٍ أخرى مثل: متعة، المشهد، طائرة أو مركبة.

## أصول الأغنية

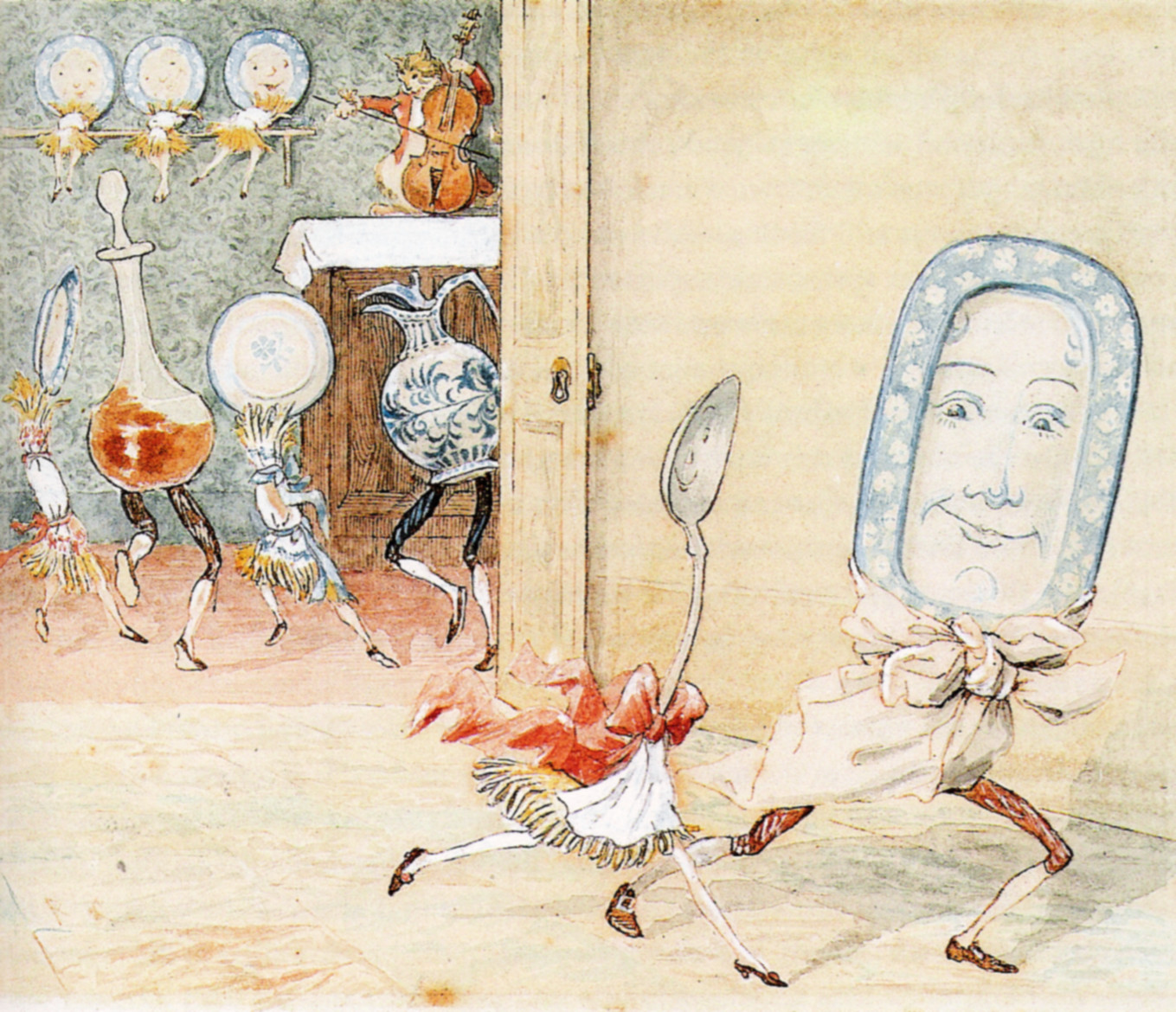
تعرض الصورة تجسيد راندولف كالديكوت لـ الطبق والملعقة وأدوات مطبخية أخرى، بينما هناك قطة ترتدي سترة حمراء تحمل كمانًا يشبه بشكله كمان سلسلة باس.

من المحتمل أن يعود تاريخ هذه القافية للقرن السادس عشر على أقل تقدير. كما تقترح بعض المصادر عودة القافية (في بعض النسخ) لآلاف السنين أو عودتها لسنوات أبعد: حظيت صورة القط العازف للكمان على شعبية في مخطوطات مضيئة تعود للعصور الوسطى المبكرة. هناك مصدر قد يشير إلى هذه القافية، في مسرحية توماس بريستون (مأساة يرثى لها ممزوجة بالمرح اللطيف)، والتي تتناول حياة قمبيز ملك بلاد فارس، 1569:
أصبحوا في قبضة السيد مع عصا وكمان؛ يمكنهم عزف الرقصة الجديدة واسمها هاي ديدل ديدل.
مصدر آخر محتمل أن يشير إلى القافية في كتاب (الكرز والقراصية) 1597، لـ الكساندر مونتغمري:
ولكن، بما أنك تعتقد أنه ليس بالأمر السهل لـ تصعد فوق القمر، فخذ من كمانك الخاص قفزة وارقص عندما تنتهي.
كان اسم (القط والكمان) اسمًا شائعًا في الإشارة للنزل، بما في ذلك نزل معروف بأنه كان موجودًا في شارع أولد تجينج، لندن 1587.
أقدم نسخة مسجلة من القصيدة تشبه الشكل الحديث تم طباعتها بحوالي العام 1765 في لندن، في مجموعة (ألحان الإوزة الأم مع الكلمات):
هاي ديدل ديدل،
القط والكمان،
قفزت البقرة فوق القمر،
ضحك الكلب الصغير لرؤيته طائرةً كهذه،
والشوكة هربت بصحبة الملعقة.

## في الأدب
جاء في مجموعة (الإوزة الأم في الأدب النثري) لـ. فرانك بوم، أن اللحن قد كتب من قبل مزارع صبي اسمه بوبي، كان قد شاهد للتو القطة وهي تركض في الحقل، ملتصق في ذيلها كمانه، والبقرة تقفز فوق القمر هو انعكاس القمر في مياه البركة، وكان الكلب يركض حوله وينبح بمتعة، وأخيرًا فإن الصحن والملعقة كانتا في عشائه، وانزلقتا في مياه البركة.
في أول كتاب من سلسلة (ماري بوبينز) لـ الكاتبة باميلا ترافرز، تخبر الشخصية الرئيسيه الأطفال المزيد عن البقرة التي لاحظوها في الشارع، ولا سيما أنها قد قفزت فوق القمر لتشافي محنة الرقص التي تعاني منها، فقد نصحها الملك بذلك، وهو ما يشير إلى قصة موجودة بالفعل عن (البقرة التي قفزت فوق القمر).
في مجلد (رفقة الخاتم) لـ جون تولكين، قيل أن القافية هي بقايا من قصيدة (الرجل في القمر بقي مستيقظًا حتى وقت متأخر)، وهي قصيدة سردية أطول بكثير، كتبها بيلبو باجينز.

## البحث عن معنى
لقد فقدت العديد من النظريات التي سعت لتفسير القافية إلى حد كبير مصداقيتها. فاقتراح جيمس أورتشارد هاليول بأن الأغنية حرِّفت عن جوقة يونانية قديمة قد نسب كذبًا إليه بيَّن ذلك جورج بورجيس.
هناك نظرية أخرى مفادها أن القافية الأجنبية مستمدة من قافية هولندية قديمة معادية لرجال الدين تتحدث عن كهنة يطالبون بالعمل الجاد. ومن بين المعاني الأخرى المزعومة للقافية أنها قد تشير في معناها إلى الإلهة المصرية حتحور، وإلى هروب العبرانيين من مصر، أو حتى علاقات إليزابيث، السيدة كاثرين غراي، بإيرلز هيرتفورد وليستر. كما رُبطت كلمتا (القط والكمان) بكاثرين أراغون، وكاثرين الأولى ملكة روسيا، وكانتون دي فيديل، حاكم كاليه المزعوم، ولعبة القط (كرة الفخ). وهناك نظرية من الواضح أنها حديثة، تشير إلى أن كلمات الأغنية قد تشير إلى الأبراج أو مجموعة النجوم، ف برج الأسد ذكر في القافية على أنه القط، ومجموعة نجوم القيثارة في الكمان، وأشير لبرج الثور في كلمة البقرة، والكلب كينس هو الكلب، والدببة في علم الفلك الدب الأصغر والدب الأكبر اللذان يصطفان مع القمر عند الانقلاب الشتوي (القمر).
سخر جيه آر آر تولكين من كثرة التفسيرات غير المدعومة جاء ذلك في تفسيراته الخيالية لقصيدة (الرجل في القمر بقي مستيقظًا حتى وقت متأخر) المذكورة آنفًا. ومع وجود بعض الدعم لنظرية كرة الفخ، إلا أن معظم المعلقين الأكاديميين يخلصون إلى أن القافية ببساطة هي مجرد شعر غث، وهو نوع من الهراء الأدبي.